# Black List (Umfrage)

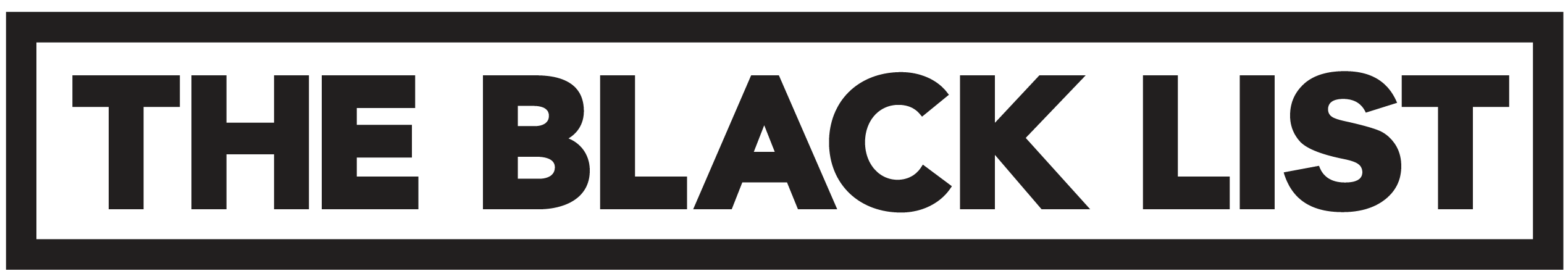
Logo der Black List.

Die Black List ist eine jährliche Umfrage, welche beliebte, jedoch noch nicht verfilmte Drehbücher auflistet. Die Ergebnisse werden seit dem Jahr 2005 jährlich im Dezember vom Filmschaffenden Franklin Leonard veröffentlicht.

## Geschichte

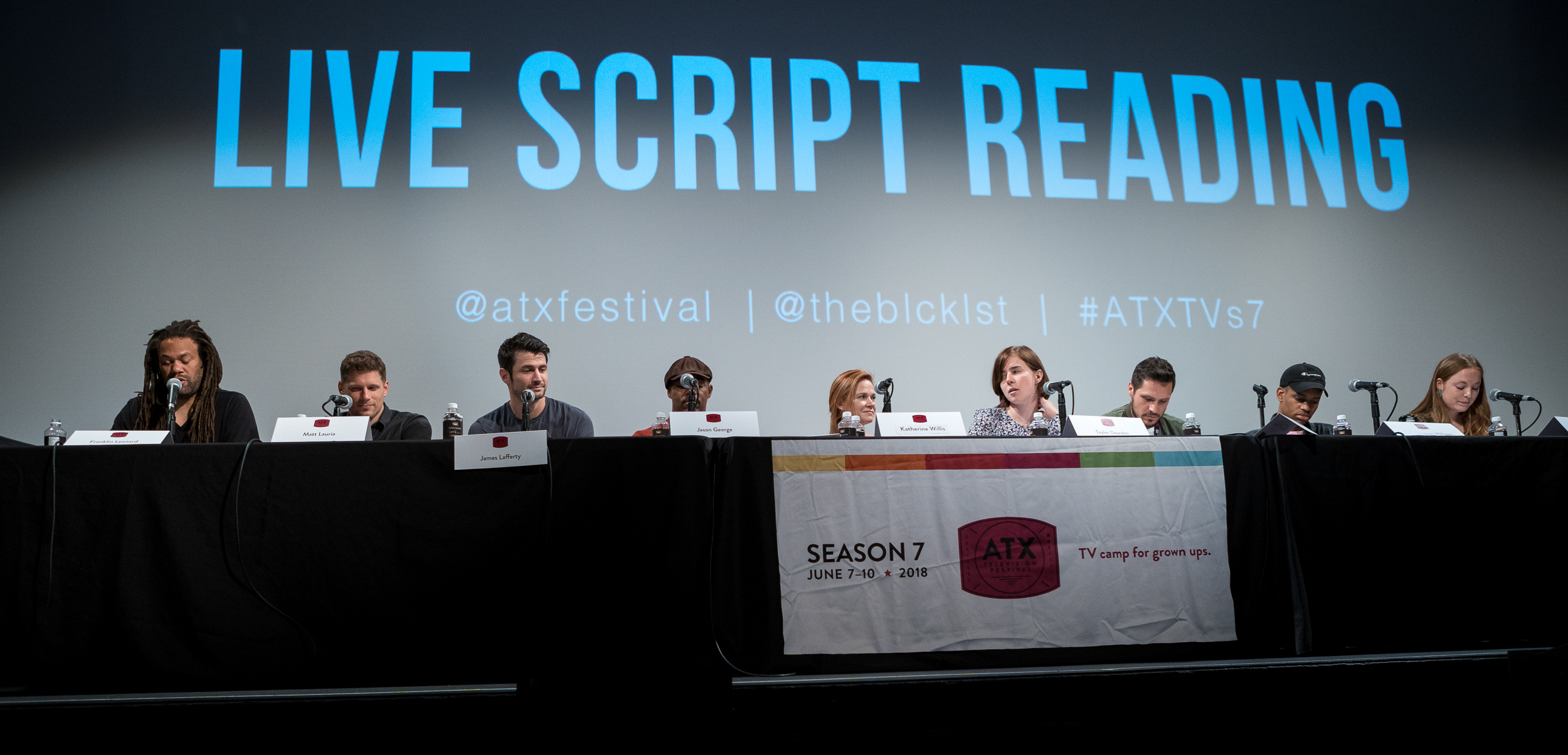
Eine Black-List-Skript-Lesung beim ATX Television Festival 2018 (v. l. n. r: Moderator Franklin Leonard, Matt Lauria, James Lafferty, Jason George, Katherine Willis, Taylor Dearden Cranston, Nick Wechsler, Tyrel Jackson Williams und Riley Scott)

Franklin Leonard, ehemaliger Mitarbeiter von Universal Pictures stellte im Jahr 2005 die erste Black List zusammen. Er befragte dazu etwa 90 Bekannte aus dem Gebiet der Filmproduktion nach ihren Top-zehn-Drehbüchern, welche sie in diesem Jahr gelesen hatten, welche jedoch nicht verfilmt wurden. Aus den daraus resultierenden Ergebnissen generierte Leonard eine Liste und schickte diese als Dankeschön wieder an die Teilnehmer der Umfrage.
Seitdem befragt Leonard jährlich Filmschaffende verschiedener Filmstudios und Produktionsunternehmen und veröffentlicht die Ergebnisse immer am zweiten Freitag im Dezember online. Seit Bestehen der Black List wurden insgesamt ca. 1000 Filme aufgelistet, von denen ca. ein Drittel später verfilmt wurde.

## Filme auf der Black List (Auswahl)
Diese Liste zeigt eine Auswahl an Filmen, welche auf der Black List standen und später verfilmt wurden. In Klammern ist das Veröffentlichungsjahr des jeweiligen Films angegeben.

### 2005
286 nominierte Drehbücher, darunter
- Blood Diamond (2006)
- Prestige – Die Meister der Magie (2006)
- Eine neue Chance (2007)
- Juno (2007)
- Das Beste kommt zum Schluss (2007)
- The Starling (2021)

### 2006
87 nominierte Drehbücher, darunter
- Superbad (2007)
- The Messenger – Die letzte Nachricht (2009)
- Sterben für Anfänger (2007, 2010)
- Life of Pi: Schiffbruch mit Tiger (2012)
- Dracula Untold (2014)

### 2007
129 nominierte Drehbücher, darunter
- Recount (2008)
- Slumdog Millionaire (2008)
- Hangover (2009)
- Zombieland (2009)
- The Wolf of Wall Street (2013)

### 2008
105 nominierte Drehbücher, darunter
- Inglourious Basterds (2009)
- Sherlock Holmes (2009)
- Einfach zu haben (2010)
- Verrückt nach dir (2010)
- Reine Männersache (2014)
- Die Wahlkämpferin (2015)

### 2009
97 nominierte Drehbücher, darunter
- The King’s Speech (2010)
- The Social Network (2010)
- Stichtag (2010)
- Prisoners (2013)
- The Revenant – Der Rückkehrer (2015)

### 2010
76 nominierte Drehbücher, darunter
- Crazy, Stupid, Love. (2011)
- Argo (2012)
- Die Tribute von Panem – The Hunger Games (2012)
- American Hustle (2013)
- Edge of Tomorrow (2014)

### 2011
71 nominierte Drehbücher, darunter
- Django Unchained (2012)
- Saving Mr. Banks (2013)
- Playing It Cool (2014)
- The Imitation Game – Ein streng geheimes Leben (2014)
- Dirty Grandpa (2016)
- The Accountant (2016)
- Killer’s Bodyguard (2017)

### 2012
78 nominierte Drehbücher, darunter
- Das Schicksal ist ein mieser Verräter (2014)
- Der Richter – Recht oder Ehre (2014)
- Draft Day (2014)
- John Wick (2014)
- The Equalizer (2014)
- The Keeping Room (2014)
- Transcendence (2014)
- Whiplash (2014)
- Ich und Earl und das Mädchen (2015)
- Project Almanac (2015)
- Run All Night (2015)
- Stockholm, Pennsylvania (2015)
- Väter & Töchter – Ein ganzes Leben (2015)
- Arrival (2016)
- Hell or High Water (2016)
- Shut In (2016)
- Viral (2016)
- Sand Castle (2017)
- Extremely Wicked, Shockingly Evil and Vile (2019)
- Jojo Rabbit (2019)

### 2013
72 nominierte Drehbücher, darunter
- American Sniper (2014)
- Cake (2014)
- Faults (2014)
- Pan (2015)
- Spotlight (2015)
- The End of the Tour (2015)
- The Sea of Trees (2015)
- Shovel Buddies (2016)
- Sieben Minuten nach Mitternacht (2016)
- The Autopsy of Jane Doe (2016)
- Hot Summer Nights (2017)
- Patient Zero (2018)

### 2014
70 nominierte Drehbücher, darunter
- Das Morgan Projekt (2016)
- Manchester by the Sea (2016)
- Money Monster (2016)
- The Founder (2016)
- The Shallows – Gefahr aus der Tiefe (2016)
- American Made (2017)
- Begabt – Die Gleichung eines Lebens (2017)
- My Friend Dahmer (2017)
- The Babysitter (2017)
- The Wall (2017)

### 2015
81 nominierte Drehbücher, darunter
- Die Erfindung der Wahrheit (2016)
- Alles Geld der Welt (2017)
- Girls’ Night Out (2017)
- Stronger (2017)
- Wish Upon (2017)
- City of Lies (2021)

### 2016
73 nominierte Drehbücher, darunter
- Die Verlegerin (2017)
- I, Tonya (2017)
- Roman J. Israel, Esq. – Die Wahrheit und nichts als die Wahrheit (2017)
- I Think We’re Alone Now (2018)
- So ist das Leben – Life Itself (2018)
- Free Guy (2021)

### 2017
76 nominierte Drehbücher, darunter
- The Lodge (2019)
- Harry Haft (2020)
- Infinite (2020)
- Breaking News in Yuba County (2021)
- Bios (2021)
- Kate (2021)

### 2018
73 nominierte Drehbücher, darunter
- Queen & Slim (2019)
- Little Fish (2020)
- Nur die halbe Geschichte (2020)
- Promising Young Woman (2020)
- The High Note (2020)

### 2019
66 nominierte Drehbücher, darunter
- 8-Bit Christmas (2021)
- Don’t Worry Darling (2022)
- Knock at the Cabin (2023)
- Massive Talent (2022)
- Resurrection (2022)
- The Menu (2022)
- The Mother (2022)
- They Cloned Tyrone (2023)
- Shut In (2022)

### 2020
80 nominierte Drehbücher, darunter
- Anything's Possible (2022)
- Chang Can Dunk (2023)
- Emancipation (2022)
- Emergency (2022)
- Nanny (2022)
- The Gorge (2025)

### 2021
73 nominierte Drehbücher, darunter
- Air – Der große Wurf (2023)
- Challengers – Rivalen (2024)
- Dennis Rodman's 48 Hours in Vegas
- Michael Bay: The Epic Biopic

### 2022
74 nominierte Drehbücher, darunter
- It's Britney, Bitch